# Открытый чемпионат Тель-Авива по теннису
Открытый чемпионат Тель-Авива (англ. Tel Aviv Watergen Open, Tel Aviv Open, в 1990-91 — Riklis Classic) — мужской международный профессиональный теннисный турнир, проходящий в Рамат ха-Шароне (Израиль) на закрытых хардовых кортах комплекса Экспо Тель-Авив. Турнир относится к категории ATP 250 с призовым фондом в размере около 1 миллиона долларов и турнирной сеткой, рассчитанной на 28 участников в одиночном разряде и 16 пар.

## История
Турнир появился в календаре в 1979 году и проводился в городе Рамат ха-Шарон на открытых хардовых кортах Израильского теннисного центра. Открытый чемпионат Тель-Авива традиционно проводится в первой половине осени, когда в Израиле ещё обычно тепло и сухо. В 1979—1989 годах турнир входил в турнирную сетку Гран-При ATP, в 1990—1996 годах он относился к категории международных турниров АТР, а в 1998—1999 годах был включён в сетку более младших турниров серии «челленджер». В 1995 году Открытый чемпионат Тель-Авива был назван АТР «Турниром года».
С 2000 по 2021 год турнир не проводился и вновь появился в календаре ATP в 2022 году, спустя 23 года после проведения последнего розыгрыша.
В число победителей турнира входят бывшие первые ракетки мира Джимми Коннорс (для которого в 1989 году он стал последним в карьере выигранным турниром в одиночном разряде), Илие Настасе и бывшая первая ракетка мира в парах Том Оккер (Настасе и Оккер выиграли соревнование пар на первом Открытом чемпионате Тель-Авива в 1979 году, а Оккер в этом году стал и победителем в одиночном разряде). Амос Мансдорф стал единственным израильтянином, которому удалось выиграть Открытый чемпионат Тель-Авива, а Гилад Блюм и Шахар Перкисс стали единственной израильской парой, завоевавшей этот титул; также чемпионом в парном разряде становился Стив Крулевиц, выступавший под израильским флагом в 1978-1980 годах. Рекордсменом турнира по числу побед в одиночном разряде стал американец Брэд Гилберт — 3 победы. Ему также удалось однажды выиграть этот турнир в паре с Настасе, который таким образом стал единственным двукратным победителем Открытого чемпионата Тель-Авива в парах. Первым чемпионом турнира после возобновления в 2022 году стал Новак Джокович.

## Финалы турнира
| Год                                    | Победитель          | Финалист            | Счёт в финале |
| -------------------------------------- | ------------------- | ------------------- | ------------- |
| 2023 (отменен из-за ситуации в стране) |                     |                     |               |
| 2022                                   | Новак Джокович      | Марин Чилич         | 6-3 6-4       |
| 2000—2021 (не проводился)              |                     |                     |               |
| 1999                                   | Слава Доседел       | Ноам Окун           | 7-6(2) 6-3    |
| 1998                                   | Джанлукка Поцци     | Лиор Мор            | 6-1 6-7 6-3   |
| 1996                                   | Хавьер Санчес       | Маркос Ондруска     | 6-4 7-5       |
| 1995                                   | Ян Крошлак          | Хавьер Санчес       | 6-3 6-4       |
| 1994                                   | Уэйн Феррейра       | Амос Мансдорф       | 7-6 6-3       |
| 1993                                   | Стефано Пескосолидо | Амос Мансдорф       | 7-6 7-5       |
| 1992                                   | Джефф Таранго       | Стефан Симиан       | 4-6 6-3 6-4   |
| 1991                                   | Леонардо Лаваль     | Кристо ван Ренсбург | 6-2 3-6 6-3   |
| 1990                                   | Андрей Чесноков     | Амос Мансдорф       | 6-4 6-3       |
| 1989                                   | Джимми Коннорс      | Гилад Блюм          | 2-6 6-2 6-1   |
| 1988                                   | Брэд Гилберт (3)    | Аарон Крикштейн     | 4-6 7-6 6-2   |
| 1987                                   | Амос Мансдорф       | Брэд Гилберт        | 3-6 6-3 6-4   |
| 1986                                   | Брэд Гилберт (2)    | Аарон Крикштейн     | 7-5 6-2       |
| 1985                                   | Брэд Гилберт        | Амос Мансдорф       | 6-3 6-2       |
| 1984                                   | Аарон Крикштейн (2) | Шахар Перкисс       | 6-4 6-1       |
| 1983                                   | Аарон Крикштейн     | Кристоф Ципф        | 7-6 6-3       |
| 1981                                   | Мел Пёрселл         | Пер Хьертквист      | 6-1 6-1       |
| 1980                                   | Гарольд Соломон     | Шломо Гликштейн     | 6-2 6-3       |
| 1979                                   | Том Оккер           | Пер Хьертквист      | 6-4 6-3       |

| Год                                    | Победители                       | Финалисты                         | Счёт в финале |
| -------------------------------------- | -------------------------------- | --------------------------------- | ------------- |
| 2023 (отменен из-за ситуации в стране) |                                  |                                   |               |
| 2022                                   | Рохан Бопанна Матве Мидделкоп    | Сантьяго Гонсалес Андрес Мольтени | 6-2 6-4       |
| 2000—2021 (не проводился)              |                                  |                                   |               |
| 1999                                   | Ноам Бер Эяль Ран                | Эндрю Айли Амир Хадад             | 6-3 6-2       |
| 1998                                   | Михал Табара Радек Штепанек      | Нир Вельгрин Ноам Окун            | 7-6 6-3       |
| 1996                                   | Маркос Ондруска Грант Стаффорд   | Ноам Бер Эяль Эрлих               | 6-3 6-2       |
| 1995                                   | Джим Грабб Джаред Палмер         | Кент Киннер Дэвид Уитон           | 6-4 7-5       |
| 1994                                   | Лан Бейл Джон-Лаффни де Ягер     | Ян Апелль Йонас Бьоркман          | 6-7 6-2 7-6   |
| 1993                                   | Серхио Касаль Эмилио Санчес      | Майк Бауэр Давид Рикл             | 6-4 6-4       |
| 1992                                   | Майк Бауэр Жуан Кунья-Силва      | Марк Куверманс Тобиас Свантессон  | 6-3 6-4       |
| 1991                                   | Давид Рикл Михил Схаперс         | Леонардо Лаваль Хавьер Франа      | 6-2 6-7 6-3   |
| 1990                                   | Ндука Одизор Кристо ван Ренсбург | Ронни Ботман Рикард Берг          | 6-3 6-4       |
| 1989                                   | Патрик Баур Джереми Бейтс        | Рикард Берг Пер Хенриксон         | 6-1 4-6 6-1   |
| 1988                                   | Роджер Смит Пол Уэкеса           | Патрик Баур Александр Мронц       | 6-3 6-3       |
| 1987                                   | Гилад Блюм Шахар Перкисс         | Хууб ван Бёккель Вольфганг Попп   | 6-2 6-4       |
| 1986                                   | Джон Леттс Петер Лундгрен        | Дани Виссер Кристо Стейн          | 6-3 3-6 6-3   |
| 1985                                   | Брэд Гилберт Илие Настасе (2)    | Майкл Робертсон Флорин Сегарчану  | 6-3 6-2       |
| 1984                                   | Питер Дуган Брайан Левин         | Колин Даудсвелл Якоб Гласек       | 6-3 6-4       |
| 1983                                   | Колин Даудсвелл Золтан Кухарски  | Петер Фейгль Петер Эльтер         | 6-3 7-5       |
| 1981                                   | Ван Виницки Стив Мейстер         | Стив Крулевиц Джон Фивер          | 3-6 6-3 6-3   |
| 1980                                   | Стив Крулевиц Пер Хьертквист     | Кери Лидс Эрик Фромм              | 7-6 6-3       |
| 1979                                   | Илие Настасе Том Оккер           | Колин Дибли Майк Кахилл           | 7-5 6-4       |